# Enzo Fernández
Enzo Jeremías Fernández (sinh ngày 17 tháng 1 năm 2001) là một cầu thủ bóng đá chuyên nghiệp người Argentina hiện đang thi đấu cho câu lạc bộ Premier League Chelsea và đội tuyển bóng đá quốc gia Argentina. Vị trí sở trường của anh là tiền vệ trung tâm, song anh cũng có thể thi đấu tốt ở vị trí tiền vệ tấn công lẫn tiền vệ phòng ngự.
Là một cầu thủ tốt nghiệp tại học viện của River Plate, Fernández đã có trận ra mắt đội một cho câu lạc bộ vào năm 2019 trước khi trải qua hai mùa giải với Defensa y Justicia dưới dạng cho mượn. Ở đó, Enzo đã có một chiến dịch thành công mà đỉnh cao là anh đã giành được Copa Sudamericana và Recopa Sudamericana, trước khi trở lại River Plate vào năm 2021. Sau khi trở lại, Fernández đã khẳng định mình là một cầu thủ không thể thiếu của River Plate trong những năm tiếp theo và giành được chức vô địch Argentina Primera Division 2021. Anh gia nhập đội bóng Benfica vào tháng 7 năm 2022 trước khi chuyển sang thi đấu cho Chelsea vào đầu năm 2023.
Fernández đại diện cho đất nước của mình ở lứa tuổi dưới 18, trước khi ra mắt đội tuyển quốc gia vào năm 2022. Anh đã đại diện Argentina tham dự FIFA World Cup 2022, nơi anh đóng một vai trò quan trọng trong việc giúp đồng đội của anh giành được danh hiệu thứ ba, ngoài ra anh còn giành được danh hiệu Cầu thủ trẻ xuất sắc nhất của giải đấu. Ngoài ra, anh còn giành chức vô địch Copa America 2024.

## Sự nghiệp cấp câu lạc bộ

### River Plate

#### Sự nghiệp ban đầu
Sinh ra ở San Martín, Buenos Aires, là con của Raúl và Marta; Fernández có bốn anh em là Seba, Rodri, Maxi và Gonza. Anh được làm quen với bóng đá khi còn nhỏ, chơi cho đội bóng địa phương có tên là Club La Recova, trước khi gia nhập River Plate. Không rõ chính xác thời điểm Fernández gia nhập River Plate; vào tháng 11 năm 2019, trong một cuộc phỏng vấn cho trang web River Plate, anh ấy tuyên bố đã gia nhập học viện vào năm 2005, vào tháng 9 năm 2020, tờ Clarín của Argentina đưa tin rằng anh ấy gia nhập River vào năm 2006, trong khi vào tháng 2 năm 2023, anh tuyên bố anh sáu tuổi khi tham gia một cuộc phỏng vấn cho trang web của Chelsea, rất có thể là vào năm 2007.
Sau mười ba năm thăng tiến qua các cấp bậc, Fernández được huấn luyện viên Marcelo Gallardo đôn lên đội một của câu lạc bộ vào ngày 27 tháng 1 năm 2019, trong trận thua 3–1 trên sân nhà trước Patronato ở Primera División, mặc dù vẫn tiếp tục thi đấu trên băng ghế dự bị. Anh ra mắt đội một vào ngày 4 tháng 3 năm 2020, thay thế cho Santiago Sosa ở phút thứ 75 trong trận thua 0–3 trước L.D.U. Quito ở Copa Libertadores. Trong những tuần trước đó, anh đã ghi một bàn, trong trận thắng 6–1 trước Libertad, trong bốn trận tại 2020 U-20 Copa Libertadores ở Paraguay.

#### 2020–21: Cho Defensa y Justicia mượn
Mặc dù được sử dụng không thường xuyên nhưng người quản lý của Fernández đã khuyên anh nên rời câu lạc bộ dưới dạng cho mượn để tiếp tục phát triển. Vào tháng 8, Fernández được cho câu lạc bộ hàng đầu Defensa y Justicia mượn. Anh có trận ra mắt Halcón vào ngày 18 tháng 9 dưới sự dẫn dắt của huấn luyện viên Hernán Crespo trong chiến thắng 3–0 trước Delfín ở Copa Libertadores. Mặc dù ban đầu không được đá chính, nhưng màn trình diễn của anh đã gây ấn tượng với người quản lý của anh và cuối cùng anh đã giành được một suất trong đội, giúp câu lạc bộ giành chức vô địch Copa Sudamericana 2020, bắt đầu trong chiến thắng 3–0 trước đội bóng Argentina Lanús trong trận chung kết, giành danh hiệu đầu tiên trong sự nghiệp.

#### 2021–22: Đột phá ở đội một
Sau khi gây ấn tượng dưới dạng cho mượn, Fernández trở lại River Plate, trong mùa giải theo yêu cầu của huấn luyện viên Marcelo Gallardo, anh trở lại vào ngày 15 tháng 7 năm 2021, trong trận lượt đi vòng 16 đội Copa Libertadores, với tỷ số 1–1 trên sân nhà hòa trước đội bóng Argentina Argentinos Juniors. Anh ngay lập tức được đá chính và vào ngày 14 tháng 8, anh ghi bàn thắng đầu tiên cho câu lạc bộ và kiến tạo trong chiến thắng 2–0 trước Vélez Sarsfield ở Primera División. Vào ngày 20 tháng 12, anh đồng ý gia hạn hợp đồng đến năm 2025. Sau khởi đầu đầy hứa hẹn ở mùa giải 2022, ghi tám bàn và cung cấp sáu pha kiến tạo sau 19 trận, Fernández được vinh danh là cầu thủ hoạt động tích cực nhất ở Argentina, sau đó được một số đội bóng lâu đời ở châu Âu theo dõi.

### Benfica

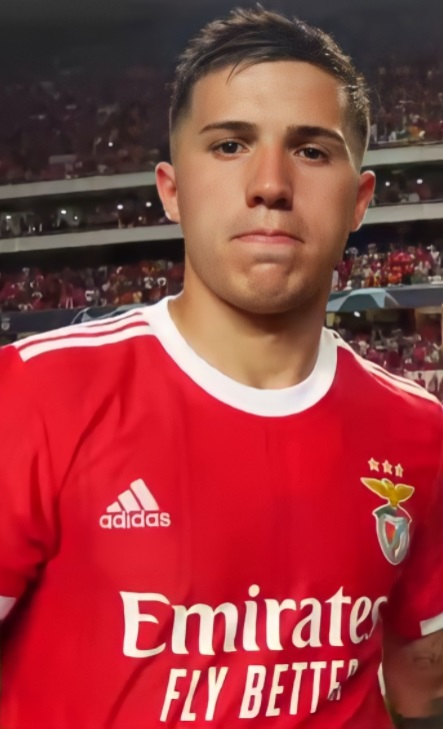
Fernández với Benfica năm 2022

Vào ngày 23 tháng 6 năm 2022, River Plate đã đạt được thỏa thuận với đội Primeira Liga Benfica về việc chuyển nhượng Fernández với mức phí 10 triệu euro cho 75% quyền kinh tế của anh ấy cộng với 8 triệu euro phụ phí, nhưng cầu thủ này vẫn ở lại River Plate cho đến khi kết thúc chiến dịch Copa Libertadores của câu lạc bộ. Sau khi River Plate bị loại khỏi Copa Libertadores ở vòng 16 đội, vào ngày 14 tháng 7, Benfica đã xác nhận thỏa thuận, anh được trao chiếc áo số 13, số áo mà huyền thoại câu lạc bộ Eusébio đã mặc trước đó.
Anh ra mắt câu lạc bộ vào ngày 2 tháng 8, ghi bàn thắng đầu tiên cho câu lạc bộ bằng một cú vô-lê nửa vòng từ ngoài vòng cấm, trong chiến thắng 4–1 trên sân nhà trước Midtjylland ở trận lượt đi của vòng sơ loại thứ ba UEFA Champions League 2022–23. Sau đó, anh ghi bàn trong các trận đấu tiếp theo của Benfica: chiến thắng 4–0 trên sân nhà trước Arouca ở Primeira Liga và chiến thắng 3–1 trước Midtjylland ở trận lượt về vòng sơ loại thứ ba UEFA Champions League. Những màn trình diễn ấn tượng của anh ấy tiếp tục trong suốt tháng và sau chuỗi năm trận thắng liên tiếp và ba trận giữ sạch lưới, anh được vinh danh là Tiền vệ xuất sắc nhất tháng của Primeira Liga, một kỳ tích đã được lặp lại trong tháng 10 và tháng 11. Anh đã được liên hệ với việc chuyển đến Chelsea vào kỳ chuyển nhượng tháng 1 năm 2023, và câu lạc bộ kiên quyết không bán anh với giá thấp hơn điều khoản giải phóng 121 triệu euro.

### Chelsea
Chelsea đã mua Fernández với gói trị giá 106,8 triệu bảng sau khi đạt được thỏa thuận cuối cùng vào ngày 31 tháng 1 năm 2023, giữa hai câu lạc bộ. Anh ký hợp đồng 8 năm rưỡi, có thời hạn đến năm 2031. Các cuộc đàm phán kéo dài hơn mười giờ đồng hồ và được dẫn dắt bởi người đồng sở hữu Chelsea, Behdad Eghbali. Khoản phí mà Chelsea trả hiện là một hợp đồng chuyển nhượng kỷ lục của Anh và Benfica đã nhận được khoản trả góp ban đầu trị giá 30 triệu bảng, sau đó sẽ là 5 khoản thanh toán tiếp theo.
Anh có trận ra mắt tại Premier League vào ngày 3 tháng 2 trên sân nhà trước Fulham và thi đấu trọn vẹn 90 phút. Vào ngày 11 tháng 2, Enzo ghi một pha kiến tạo cho bàn thắng duy nhất của đội trong trận hòa 1–1 trước West Ham United..Anh ghi bàn thắng đầu tiên cho Chelsea trong chiến thắng 2–1 trước AFC Wimbledon ở vòng hai của EFL Cup vào ngày 30 tháng 8 năm 2023. Anh ghi bàn thắng đầu tiên tại Premier League vào ngày 3 tháng 12, bằng cách ghi cú đúp trong chiến thắng 3–2 trên sân nhà trước Brighton.

## Sự nghiệp quốc tế
Vào ngày 24 tháng 7 năm 2019, Fernández được huấn luyện viên U-18 Argentina Esteban Solari chọn để đại diện cho quốc gia của mình tại Giải đấu COTIF 2019 ở Tây Ban Nha. Vào ngày 3 tháng 11 năm 2021, anh được huấn luyện viên đội tuyển quốc gia Argentina Lionel Scaloni triệu tập cho hai trận vòng loại FIFA World Cup 2022 gặp Brasil và Uruguay. Anh ra mắt đội một vào ngày 24 tháng 9 năm 2022, khi vào sân thay cho Leandro Paredes ở phút thứ 64 trong chiến thắng 3–0 trước Honduras.
Vào ngày 11 tháng 11, anh có tên trong đội hình 26 người của Argentina tham dự FIFA World Cup 2022. Sau khi vào sân thay Guido Rodríguez ở phút 57, vào ngày 26 tháng 11, Fernández ghi bàn thắng quốc tế đầu tiên của mình trong sự nghiệp bằng một siêu phẩm, khép lại chiến thắng 2–0 của Argentina trước México ở vòng bảng. Việc ghi bàn tại World Cup đã giúp anh trở thành cầu thủ trẻ thứ hai từ trước đến nay (chỉ sau Lionel Messi) ghi bàn thắng tại World Cup cho Argentina khi mới 21 tuổi, 10 tháng và 13 ngày. Vào ngày 3 tháng 12, anh đạt được một kỷ lục không mấy nổi tiếng, trở thành cầu thủ phản lưới nhà trẻ nhất trong lịch sử của Argentina tại World Cup, trong trận đấu ở vòng 16 với Úc, khi nỗ lực của anh để cản cú sút của Craig Goodwin vô tình trúng vào lưới của đội bóng của anh khi Argentina đánh bại Úc 2–1. Sau khi đánh bại Croatia 3–0 trong trận bán kết, Fernández tiếp tục chơi trận chung kết gặp Pháp, nơi Argentina vô địch World Cup với tỷ số 4–2 trên chấm phạt đền. Anh được vinh danh là cầu thủ trẻ xuất sắc nhất giải đấu.

## Phong cách thi đấu

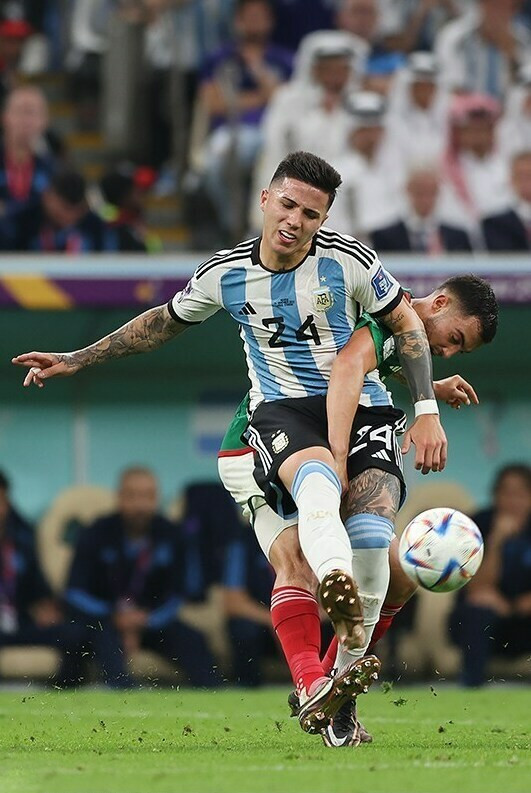
Fernández thi đấu cho Argentina tại FIFA Wolrd Cup 2022. Fernández được chú ý nhờ khả năng chia nhỏ lối chơi và tái chế quyền kiểm soát bóng.

Fernández thường chơi ở vị trí tiền vệ trung tâm kiến tạo lùi sâu, chịu trách nhiệm chia nhỏ lối chơi, điều khiển nhịp độ và tái chế quyền kiểm soát bóng, đồng thời anh ấy cũng là một tiền vệ tấn công có năng lực. Mặc dù anh ấy thích hoạt động ở trung tâm hơn, nhưng có thể thấy anh ấy chiếm lĩnh nửa không gian bên trái với sự hỗ trợ của một tiền vệ phòng ngự, giống như đồng đội cũ của anh ấy ở Benfica, Florentino Luís.
Fernández chơi chuyền ngắn nhanh, chuyền dài chính xác và lốp bóng. Anh tranh chấp trong các cuộc đấu tay đôi ở khu vực giữa sân, bảo vệ khoảng trống và tuyến sau hiệu quả, sở hữu tầm nhìn và khả năng chuyền bóng tốt. Anh có thể rê bóng vào khu vực nguy hiểm hoặc ra khỏi đó. Anh phát triển mạnh trong việc nhận bóng trong không gian chật hẹp và có khả năng chịu áp lực. Anh rất giỏi trong việc phá vỡ hàng phòng ngự bằng những đường chuyền của mình, chơi bóng, cũng như tái chiếm quyền sở hữu ở khu vực giữa sân. Khi không có bóng, Fernández tìm cách chủ động phá vỡ các đợt tấn công của đối phương, dự đoán và đánh chặn các đường chuyền.

## Đời tư
Fernández được đặt theo tên của cựu cầu thủ vô địch Copa América 3 lần Enzo Francescoli; do cha anh Raúl rất mê cầu thủ bóng đá người Uruguay.
Fernández đã kết hôn với người đồng hương Argentina Valentina Cervantes, người mà anh có một cô con gái sinh năm 2020.

## Thống kê sự nghiệp

### Câu lạc bộ
Tính đến ngày 13 tháng 7 năm 2025
| Câu lạc bộ                | Mùa giải            | Giải vô địch               | Giải vô địch | Giải vô địch | Cúp quốc gia | Cúp quốc gia | Cúp liên đoàn | Cúp liên đoàn | Châu lục | Châu lục | Khác | Khác | Tổng cộng | Tổng cộng |
| Câu lạc bộ                | Mùa giải            | Hạng đấu                   | Trận         | Bàn          | Trận         | Bàn          | Trận          | Bàn           | Trận     | Bàn      | Trận | Bàn  | Trận      | Bàn       |
| ------------------------- | ------------------- | -------------------------- | ------------ | ------------ | ------------ | ------------ | ------------- | ------------- | -------- | -------- | ---- | ---- | --------- | --------- |
| River Plate               | 2019–20             | Argentine Primera División | 0            | 0            | 0            | 0            | —             | —             | 1        | 0        | —    | —    | 1         | 0         |
| River Plate               | 2021                | Argentine Primera División | 20           | 2            | 0            | 0            | —             | —             | 3        | 0        | 1    | 0    | 24        | 2         |
| River Plate               | 2022                | Argentine Primera División | 20           | 8            | 0            | 0            | —             | —             | 6        | 2        | 0    | 0    | 26        | 10        |
| River Plate               | Tổng cộng           | Tổng cộng                  | 40           | 10           | 0            | 0            | 0             | 0             | 10       | 2        | 1    | 0    | 51        | 12        |
| Defensa y Justicia (mượn) | 2020–21             | Argentine Primera División | 4            | 0            | 2            | 0            | 1             | 0             | 10       | 1        | —    | —    | 17        | 1         |
| Defensa y Justicia (mượn) | 2021                | Argentine Primera División | 10           | 0            | 0            | 0            | —             | —             | 4        | 0        | 2    | 0    | 16        | 0         |
| Defensa y Justicia (mượn) | Tổng cộng           | Tổng cộng                  | 14           | 0            | 2            | 0            | 1             | 0             | 14       | 1        | 2    | 0    | 33        | 1         |
| Benfica                   | 2022–23             | Primeira Liga              | 17           | 1            | 3            | 1            | 0             | 0             | 9        | 2        | —    | —    | 29        | 4         |
| Chelsea                   | 2022–23             | Premier League             | 18           | 0            | —            | —            | —             | —             | 4        | 0        | —    | —    | 22        | 0         |
| Chelsea                   | 2023–24             | Premier League             | 28           | 3            | 5            | 2            | 7             | 2             | —        | —        | —    | —    | 40        | 7         |
| Chelsea                   | 2024–25             | Premier League             | 36           | 6            | 1            | 0            | 1             | 0             | 8        | 2        | 7    | 1    | 53        | 9         |
| Chelsea                   | 2025–26             | Premier League             | 0            | 0            | 0            | 0            | 0             | 0             | 0        | 0        | —    | —    | 0         | 0         |
| Chelsea                   | Tổng cộng           | Tổng cộng                  | 82           | 9            | 6            | 2            | 8             | 2             | 12       | 2        | 7    | 1    | 115       | 16        |
| Tổng cộng sự nghiệp       | Tổng cộng sự nghiệp | Tổng cộng sự nghiệp        | 153          | 20           | 11           | 3            | 9             | 2             | 45       | 7        | 10   | 1    | 228       | 33        |

1. ↑  Bao gồm Copa Argentina, Taça de Portugal
2. ↑  Bao gồm Copa de la Liga Profesional
3. 1 2 3 4  Số lần ra sân tại Copa Libertadores
4. ↑  Số lần ra sân tại Trofeo de Campeones
5. ↑  4 lần ra sân tại Copa Libertadores, 6 lần ra sân và 1 bàn tại Copa Sudamericana
6. ↑  Số lần ra sân tại Recopa Sudamericana
7. 1 2  Số lần ra sân tại UEFA Champions League
8. ↑  Số lần ra sân tại UEFA Conference League
9. ↑  Số lần ra sân tại FIFA Club World Cup

### Quốc tế
Tính đến ngày 10 tháng 6 năm 2025
| Đội tuyển quốc gia | Năm       | Trận | Bàn |
| ------------------ | --------- | ---- | --- |
| Argentina          | 2022      | 10   | 1   |
| Argentina          | 2023      | 9    | 2   |
| Argentina          | 2024      | 15   | 1   |
| Argentina          | 2025      | 3    | 1   |
| Tổng cộng          | Tổng cộng | 37   | 5   |

Tính đến ngày 25 tháng 3 năm 2025
Tỷ số và kết quả liệt kê bàn thắng của Argentina trước, cột tỷ số cho biết tỷ số sau mỗi bàn thắng của Fernández
| # | Ngày                 | Địa điểm                                                                 | Lần ra sân | Đối thủ     | Tỷ số | Kết quả | Giải đấu                      |
| - | -------------------- | ------------------------------------------------------------------------ | ---------- | ----------- | ----- | ------- | ----------------------------- |
| 1 | 26 tháng 11 năm 2022 | Sân vận động Lusail Iconic, Lusail, Qatar                                | 5          | México      | 2–0   | 2–0     | FIFA World Cup 2022           |
| 2 | 28 tháng 3 năm 2023  | Sân vận động Único Madre de Ciudades, Santiago del Estero, Argentina     | 12         | Curaçao     | 4–0   | 7–0     | Giao hữu                      |
| 3 | 12 tháng 9 năm 2023  | Sân vận động Hernando Siles, La Paz, Bolivia                             | 15         | Bolivia     | 1–0   | 3–0     | Vòng loại FIFA World Cup 2026 |
| 4 | 22 tháng 3 năm 2024  | Lincoln Financial Field, Philadelphia, Hoa Kỳ                            | 20         | El Salvador | 2–0   | 3–0     | Giao hữu                      |
| 5 | 25 tháng 3 năm 2025  | Sân vận động tượng đài Antonio Vespucio Liberti, Buenos Aires, Argentina | 36         | Brasil      | 2–0   | 4–1     | Vòng loại FIFA World Cup 2026 |

## Danh hiệu

### Câu lạc bộ
Defensa y Justicia
- Copa Sudamericana: 2020[2]
- Recopa Sudamericana: 2021[2]

River Plate
- Argentine Primera División: 2021[2]
- Trofeo de Campeones: 2021[2]

Benfica 
- Primeira Liga: 2022–23

Chelsea
- UEFA Conference League: 2024–25[47]
- FIFA Club World Cup: 2025[48]

### Quốc tế
- FIFA World Cup: 2022[49]
- Copa America: 2024

### Cá nhân
- CONMEBOL Copa Sudamericana Đội hình của màu giải: 2020[2]
- Primeira Liga Tiền vệ của tháng: tháng 8 năm 2022,[50] tháng 10/11 năm 2022[51]
- Cầu thủ trẻ xuất sắc nhất giải đấu: 2022[52]